# 莱顿剧院

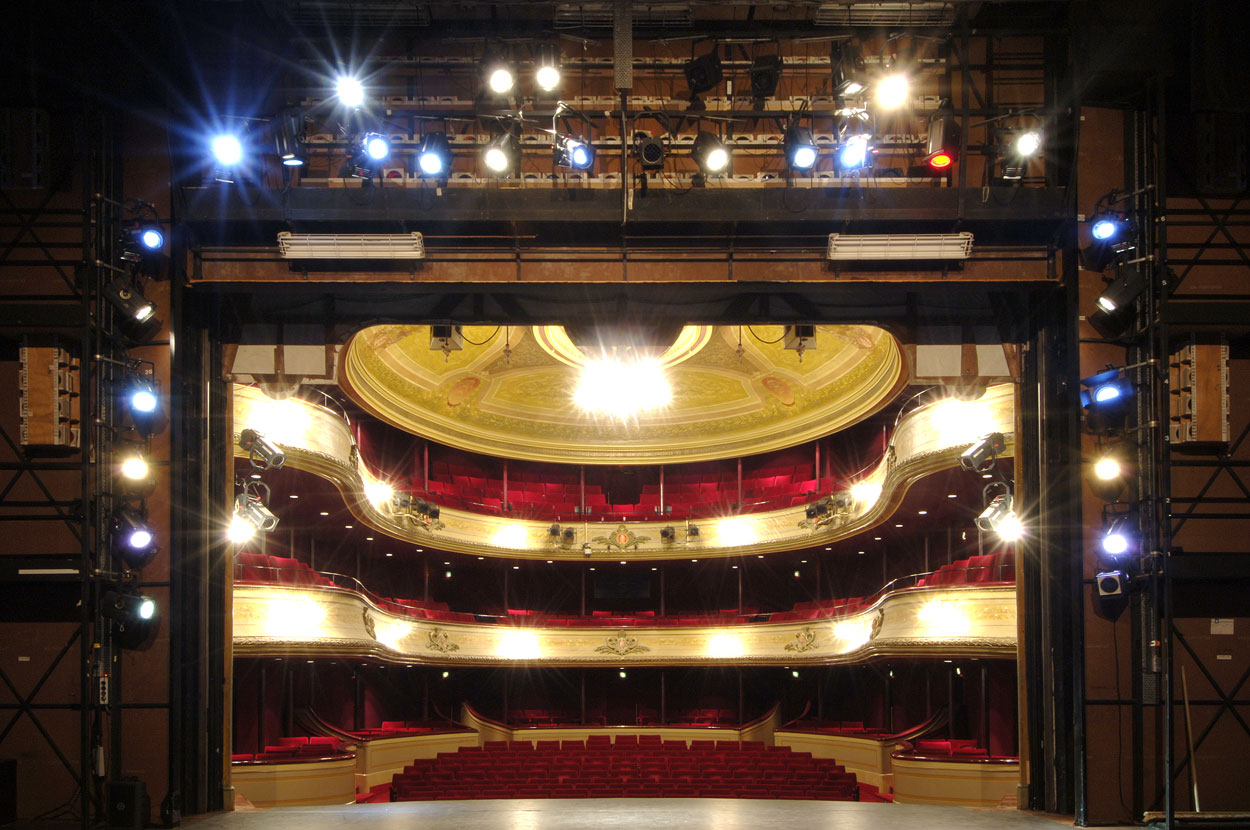
莱顿剧院内景

莱顿剧院（Leidse Schouwburg）最初是由演员Jacob van Rijn Village倡议下建于1705年，是荷兰最古老的剧院。它坐落在荷兰南荷兰省莱顿的Oude Vest边，原址是一座被烧毁的酿酒厂。该剧院现仍作为剧院使用。
该剧院采用别具特色的Bonbonnière造型，可容纳526名观众。
在过往岁月中，该剧院经过多次大规模翻新。1833年起，剧院两侧的房地产均被买下以供剧院扩建。尽管扩建计划夭折了，但1865年该剧院还是经历了大翻新。在市建筑师Jan Willem Schaap的领导下，莱顿剧院获得了如今的马蹄形形状，此灵感来源于意大利剧院。这也是一种半楼座（half balcony）。
在20世纪60年代，有规划准备将其彻底拆毁后在莱顿其他地方建新剧院。由于资金短缺，该规划未能实现，16年后人们终于决定还是对这位“老太太”（oude dame）进行翻新及扩建。这次大的翻新历经1974-1976年，由建筑师Onno Greiner领导。室内装潢部分被去除乃至完全推倒重做。翻新后的该剧院充满了金碧辉煌的氛围。室内装潢最后于1997年被重做，回到了其1865年的样貌。